# Lechosław Gapik
Lechosław Gapik (ur. 1942, zm. 18 kwietnia 2022) – polski seksuolog, psycholog, terapeuta, doktor habilitowany.

## Tytuły[4]
- profesor nadzwyczajny Uniwersytetu im. Adama Mickiewicza w Poznaniu, doktor habilitowany nauk humanistycznych.
- profesor honoris causa Państwowego Uniwersytetu Medycznego w Odessie (Ukraina).

## Funkcje[4]
- członek założyciel Polskiego Towarzystwa Terapeutycznego
- prezes Polskiego Towarzystwa Terapeutycznego
- przewodniczący Sekcji Psychoterapii Nerwic i Zaburzeń Psychosomatycznych
- przewodniczący rady naukowej „Przeglądu Terapeutycznego”
- członek prezydium Albert Schweitzer World Academy of Medicine
- członek prezydium Polskiej Akademii Medycyny
- kierownik Zakładu Promocji Zdrowia i Psychoterapii UAM – Poznań
- kierownik studiów podyplomowych w zakresie Seksuologii UAM – Poznań

## Zarzuty
18 listopada 2010 prokurator postawił Lechosławowi Gapikowi zarzut molestowania seksualnego. 11 kwietnia 2013 sąd uznał go winnym molestowania seksualnego. Został skazany na cztery lata pozbawienia wolności i sześć lat zakazu pracy w zawodzie. Po odbyciu wyroku Lechosław Gapik w rozmowie z prof. Stanisławem Sierpowskim przedstawił swoje stanowisko wobec zarzutów o molestowanie pacjentek, a także na temat procesu oraz pobytu w więzieniu.

## Główne odznaczenia i wyróżnienia[4]
- Złoty Krzyż Zasługi (1991)
- Złoty Medal „Pro Merito” (1995)
- Wielki Złoty Medal Alberta Schweitzera (1996)
- Profesor Honoris Causa Państwowego Uniwersytetu Medycznego w Odessie – Ukraina (1998)
- Krzyż Kawalerski Orderu Odrodzenia Polski (2000)
- Złoty Medal Gloria Scientiae (2000)
- Albert Schweitzer Gold Medal (2003)